# Antonio Cánovas del Castillo
Antonio Cánovas del Castillo (Málaga, 8 de febrero de 1828-Mondragón, 8 de agosto de 1897) fue un político e historiador español, figura capital de la política española de la segunda mitad del siglo XIX. Redactó el Manifiesto de Manzanares publicado al inicio del Bienio progresista. Fue un prominente miembro dentro de la Unión Liberal, principal valedor de Alfonso XII y el mayor artífice del sistema político de la Restauración, durante el cual fue el máximo dirigente del Partido Conservador, que él mismo creó. Ejerció el cargo de presidente del Consejo de Ministros en seis ocasiones, alternando el poder, principalmente, con su rival político Práxedes Mateo Sagasta.
Bajo su gobierno se aprobó la Constitución de 1876 y contribuyó al sistema de turno pacífico, mediante el cual creó una apariencia de democracia que ponía fin a la inestabilidad política que arrastraba el país desde décadas anteriores. Dicha estrategia se afianzó en 1885 en el Pacto de El Pardo, con el propósito de evitar que la inminente muerte del rey Alfonso XII volviese a desestabilizar la política española. Sus gobiernos estuvieron marcados, principalmente, por un mayor desarrollo del capitalismo en lo económico, la creación del Código de Comercio en lo jurídico, los conflictos con Cuba que desembocaron en la guerra de Independencia cubana, y las crecientes tensiones con anarquistas y otros colectivos obreros, siendo asesinado en 1897, durante su sexto mandato, por el anarquista Michele Angiolillo.
Se denomina «canovismo» a la corriente política que tiene por fondo la implantación de un sistema representativo liberal tradicional y no revolucionario, similar al modelo británico de la época. Sostenido por la monarquía como elemento moderador, éste creía en el bipartidismo y la alternancia en el poder, aunque ambos se asentaran sobre el caciquismo y la manipulación electoral.

## Biografía

### Primeros años
Antonio Cánovas del Castillo fue el hijo primogénito de Antonio Cánovas García, un maestro nacido en Orihuela (Alicante), y de Juana del Castillo y Estébanez, hija de Juan José del Castillo y prima hermana del escritor y arabista Serafín Estébanez Calderón. Fue un buen estudiante, interesado sobre todo por la historia y las humanidades. Pero quedó huérfano de padre a los quince años, junto con sus cuatro hermanos, en marzo de 1843.
Logró salir del paso con un empleo de ayudante en la misma escuela donde trabajó su padre y compaginó los estudios con su afición al periodismo (a los diecisiete años dirigía y escribía el semanario local La Joven Málaga, que editó catorce números en 1845). En ese mismo año, apreciando los méritos periodísticos de su sobrino, su tío Serafín Estébanez lo llamó a Madrid, a pesar de que el famoso escritor costumbrista no soportaba demasiado bien la compañía. Sin embargo, no volvió, se instaló en una pensión de la calle del Barco y, con un trabajo de escribiente y luego de empleado en la compañía del ferrocarril (gracias a una recomendación de su tío), pudo sufragar el costo de la carrera de Derecho que decidió emprender y fue alternando con la periodística. Al cabo de tres años pudo instalar a toda su familia en Madrid, e incluso "colocó" a numerosos amigos malagueños; ya entonces empezaba a declararse su gran habilidad política y gestora: incluso vendía los apuntes que tomaba en las clases de Derecho para sacar algún beneficio. En el terreno literario, destacan las críticas teatrales que en 1849 publicaba en el semanario La Patria de Madrid, cuya dirección asumió desde 1850. También en abril de 1849 entró en el Ateneo con una lección magistral sobre Las siete partidas.
Sin embargo, solo andaba entonces interesado en el estudio de la Historia de España; en tres años (de 1851 a 1854) publicó Historia de la decadencia de España (1854), una novela histórica, La campana de Huesca: crónica del siglo XII (1852) y escribió un drama histórico sobre la princesa de Éboli (que no llegó a ser publicado). Es más, colaboró con varios artículos en el Compendio histórico de todas las monarquías.

### Inicios en la política
Inició su carrera política de la mano del director de La Patria, Joaquín Francisco Pacheco, un jurista y político que había asumido el liderato de un grupo disidente del Partido Moderado de matiz más centrista, los llamados puritanos. Formaban parte integrante del grupo el escritor Nicomedes Pastor Díaz, el banquero José de Salamanca, los políticos y publicistas Antonio Ríos Rosas, Patricio de la Escosura y otros personajes de reputada influencia, así como muchos jóvenes que se iniciaban entonces en política, entre ellos el propio Cánovas. Mientras ejercía de redactor, y, en 1850, director de La Patria, colaboraba ocasionalmente en El Oriente, El Constitucional, El Contemporáneo, Las Novedades y sobre todo en el Semanario Pintoresco, donde insertó numerosos apuntes históricos. Pacheco llegó incluso a presidir el Consejo de Ministros en la facción de Leopoldo O'Donnell, artífice de la revolución del 54 proclamada con el «Manifiesto de Manzanares» que había escrito el mismo Cánovas. Miembro de la Unión Liberal, en 1854 fue elegido diputado por Málaga para las Constituyentes y, a la caída de O'Donnell, gobernador civil de Cádiz.

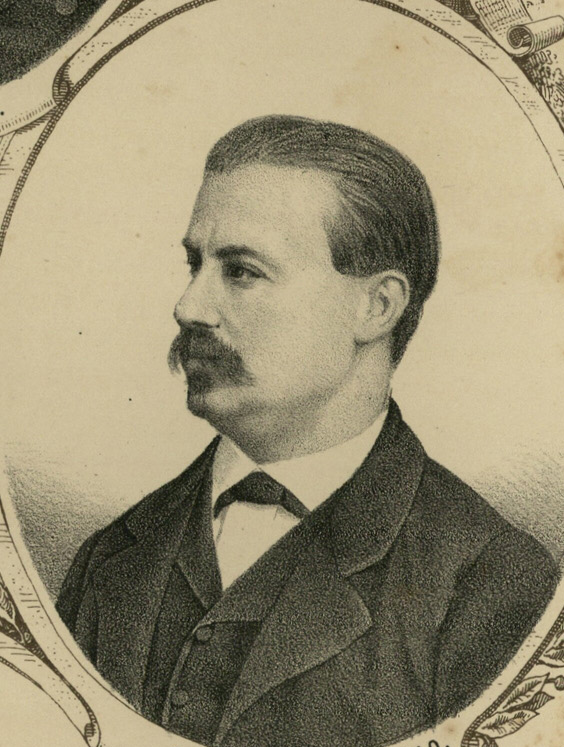
Retrato de Cánovas hacia 1869

Contrajo matrimonio con María de la Concepción Espinosa de los Monteros y Rodrigo de Villamayor el 20 de octubre de 1860, enviudando apenas dos años más tarde, el 3 de septiembre de 1863.
Fue nombrado ministro de Gobernación en 1864 y de Ultramar en 1865.
Tras la Revolución de 1868 y el fin de la monarquía borbónica se encargó de preparar la vuelta del que sería Alfonso XII, hijo de Isabel II.

### Restauración borbónica
En 1874 se publicaban en Madrid ya cuatro periódicos partidarios de la vuelta de los Borbones. Bajo la influencia de Cánovas, el príncipe Alfonso firma el 1 de diciembre de 1874 el Manifiesto de Sandhurst. El general Arsenio Martínez Campos llevaba tiempo deseando un pronunciamiento alfonsino en estrecho contacto con Antonio Cánovas del Castillo, pero no contaba con su permiso, pues Cánovas pretendía evitar la más mínima posibilidad de una guerra civil. Martínez Campos, sin embargo, se hartó de esperar: «Cargo con la responsabilidad de este acto... No tengo derecho a la protección del Partido: ustedes son los jueces de si deben o no dármela; la deseo, pero la he perdido separándome de la opinión de ustedes». 
El 27 de diciembre de 1874 le había escrito:

No me mezclo en política... Exijo, sí, que si el movimiento triunfa en Madrid, sea usted el que se ponga al frente del Gobierno... Deseo que se me deje el cuartel de Barcelona, y tengo el firme propósito de no aceptar mando, ni ascenso, ni título, ni remuneración alguna... No hay de mí a usted antipatía política alguna... La diferencia entre usted y yo estriba en los distintos modos de procedimiento en la cuestión del alzamiento.

El Pronunciamiento de Sagunto del general Martínez Campos y la proclamación de Alfonso XII como rey se llevó a cabo dos días después, el 29 de diciembre. Lo primero que hizo Cánovas fue distanciarse del militarismo y del viejo moderantismo que encarnaba este general, por lo que después señaló, siempre que pudo, su incomodidad con el mismo, destacando que todo estaba ya hecho antes de la escenificación de este exceso de fuerza en el que, sin embargo, no se disparó un solo tiro. Fue poniendo en marcha el sistema de la Restauración. Para marginar y aislar al Partido Demócrata, propuso un sistema bipartidista entre conservadores y progresistas que se alternaran en el poder, y en esto admitió ante Francisco Silvela que su modelo era un régimen similar al británico de tories y whigs que Disraeli y Gladstone personificaban a la sazón. El problema fue el nulo juego limpio: para posibilitarlo era preciso anular al Partido Democrático por medio de precisos fraudes electorales periódicos, apoyados en el caciquismo rural; solo así sería factible y segura la alternancia en el poder, como medio de disipar tensiones, acuartelar al movedizo ejército, siempre metido en pronunciamientos, y conseguir la ansiada estabilidad política a costa del pucherazo o fraude electoral. Así accedió siete veces al cargo de presidente del Consejo de Ministros de España con Alfonso XII.

Únicamente cabe la libertad donde hay un Estado muy fuerte y muy poderosamente constituido. Si el Estado es débil, la injusticia de los unos tratará de imponerse al derecho de los otros. Pero cuando el Estado es verdaderamente fuerte y poderoso..., cuando el Estado es una gran creación, hija de los siglos, o está fortalecido por el amor de todos, entonces en este Estado es fácil mantener el derecho del individuo.

Para poner en marcha su modelo político —conocido popularmente como el canovismo o el sistema canovista— Cánovas se vio forzado a pactar con otras fuerzas políticas, como la derecha católica. Manuel Orovio Echagüe, su ministro de Fomento, suspendió la libertad de cátedra en España «si se atentaba contra los dogmas de fe», a través del llamado «decreto Orovio», que, según Elizalde Pérez-Grueso, Cánovas consideró «una barbaridad».

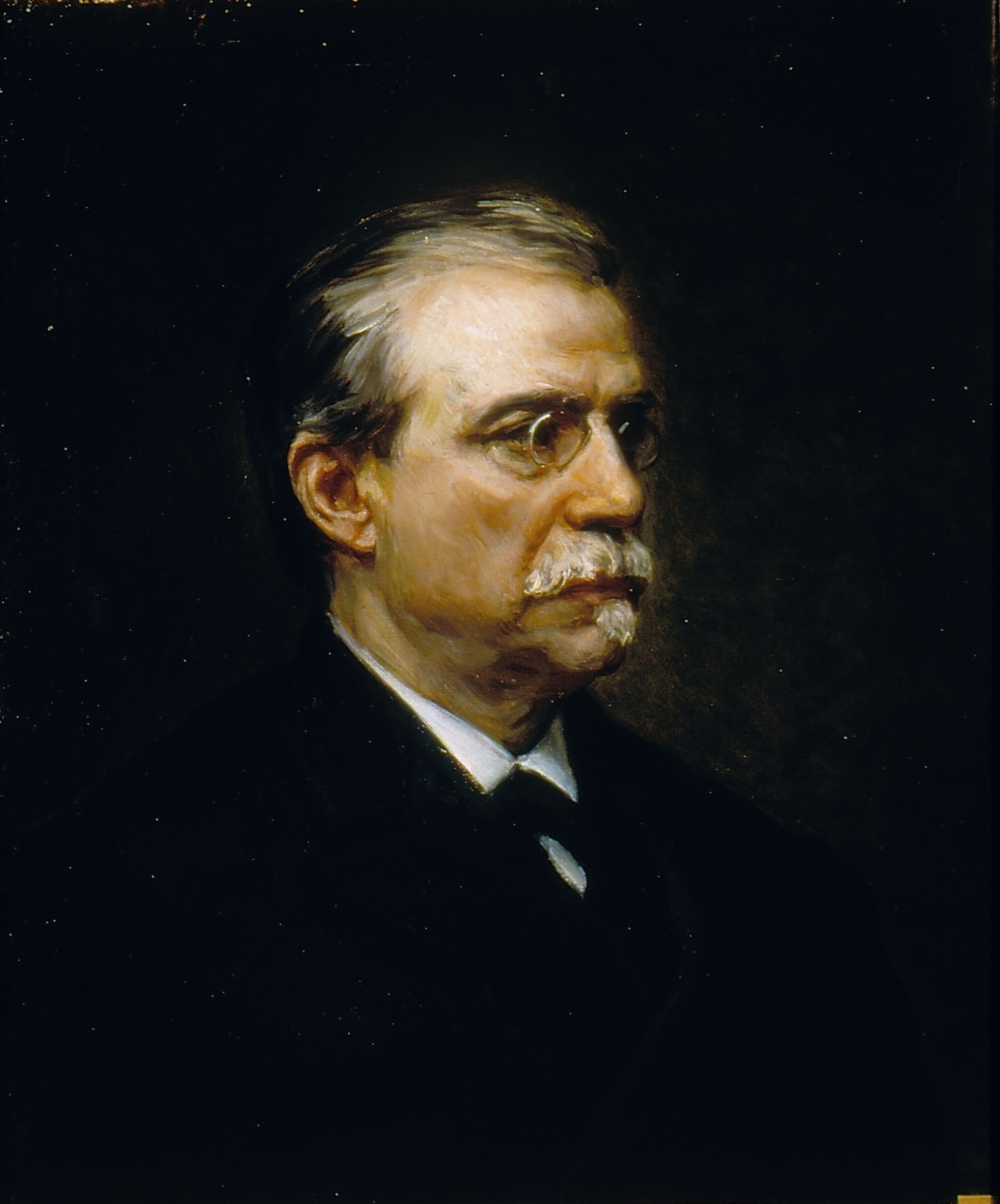
Antonio Cánovas del Castillo, por Ricardo de Madrazo (1896, óleo sobre tela,, Senado)

Bajo su gobierno se aprobó la Constitución de 1876, redactada por Manuel Alonso Martínez. El marco de actuación dejaba establecido en la Constitución que para conseguir la estabilidad política se hacía necesaria la alternancia pacífica en el poder. Ello se logró a través del turno de partidos. El nuevo sistema, fundamentado en la Constitución de 1876, era en teoría una democracia parlamentaria. Defensor del bipartidismo, favoreció la formación de un Partido Liberal que aceptara la legitimidad del sistema político y pactó con el dirigente liberal Sagasta el turno político obligatorio, mediante el Pacto del Pardo en 1885. Decretó inicialmente el sufragio restringido en 1878, y hasta 1890 no se contempló el restablecimiento del sufragio universal masculino. Salvo dos breves periodos en los que ocuparon la presidencia Jovellar (1875) y Martínez Campos (1879), ocupó este cargo todo el tiempo que creyó necesario hasta que Sagasta estuviera preparado para acceder al poder, en 1881.
Cánovas era integrante de uno de los grupos de presión llamados «Ligas» que abogaban por la pervivencia del esclavismo en las colonias; pese a ello, y con la presión de los grupos abolicionistas, firmó la definitiva abolición de la esclavitud en España en 1880 (aunque de forma gradual en Cuba, instaurando un patronato por parte de los antiguos dueños que se mantuvo hasta el 7 de octubre de 1886).[cita requerida]
Casó en segundas nupcias con Joaquina de Osma y Zavala el 14 de noviembre de 1887. Joaquina era hija del diplomático peruano Joaquín de Osma y de Ana Zavala de la Puente, marquesa de la Puente y Sotomayor. Recibieron como regalo de bodas de los padres de la esposa el palacio de la calle Serrano, llamado La Huerta.
El atentado de la Procesión del Corpus, cometido por anarquistas, supuso el arresto de anarquistas, socialistas y sindicalistas; ingresados en la bastilla del Montjuich y sometidos a tortura. Tras el atentado se aprobó una nueva ley contra el anarquismo, el 3 de septiembre de 1896, que se llegaría a aplicar de forma retroactiva contra los presos absueltos, a través de su deportación fuera del país.

### Asesinato

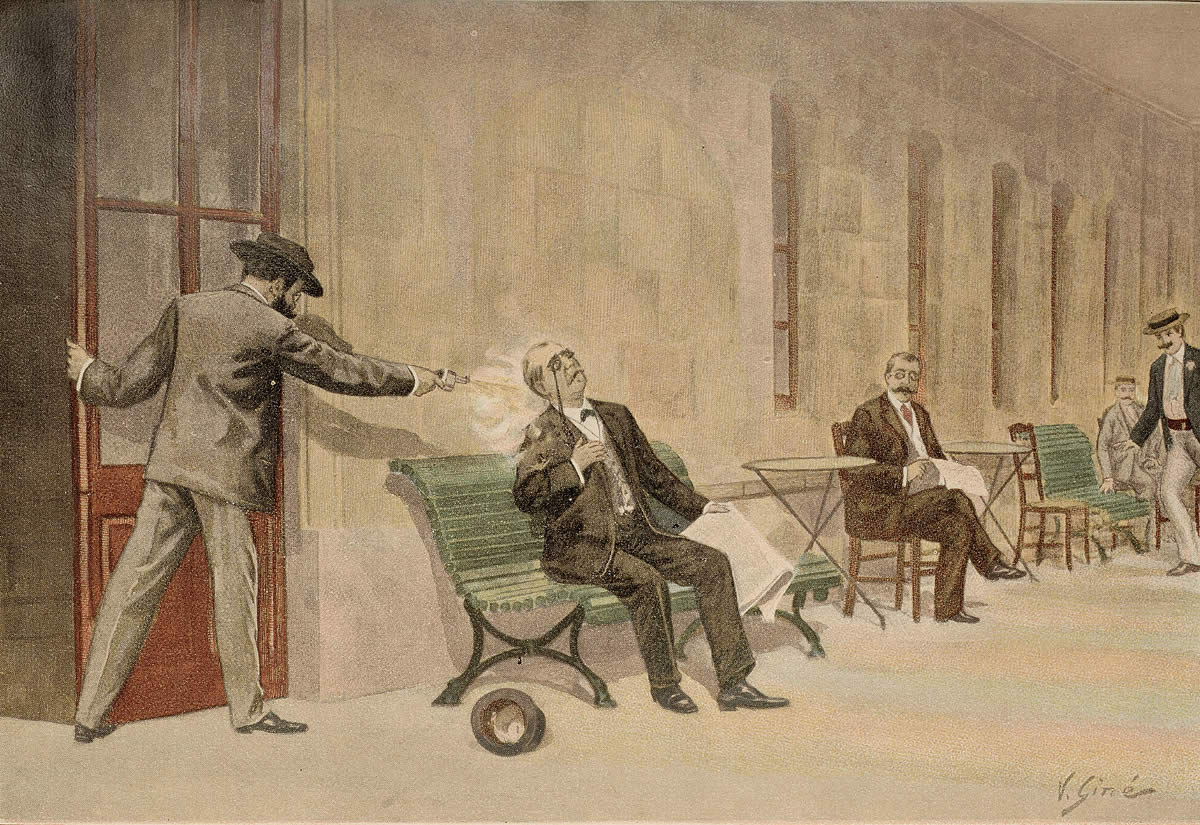
Ilustración del asesinato en un libro de Francisco Pi y Margall

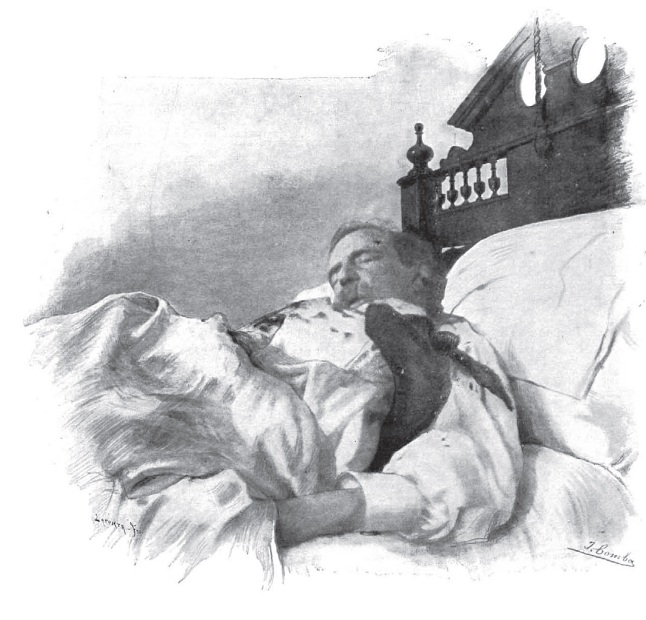
Dibujo del cadáver de Cánovas del Castillo realizado por Juan Comba sobre una fotografía del conde de Aldana, publicado en las páginas de La Ilustración Española y Americana.

Cánovas murió el 8 de agosto de 1897, en el balneario de santa Águeda del municipio guipuzcoano de Mondragón, asesinado por el anarquista italiano Michele Angiolillo, inscrito en el establecimiento como corresponsal del periódico italiano Il Popolo. Según declararía en el momento de su detención, el motivo fue la venganza por las muertes de los anarquistas detenidos en Barcelona a raíz del atentado contra la procesión del Corpus en junio de 1896.
Se conservan dos descripciones detalladas del magnicidio. Tras oír misa y poner un telegrama al ministro de Gobernación, quien le había hecho una consulta, Cánovas fue con su esposa al comedor, pero esta se entretuvo hablando con una conocida, por lo que se sentó a leer el periódico La Época en un banco del patio. A metro y medio recibió el primer balazo, se incorporó, recibió el segundo disparo y ya en el suelo recibió un tercero. Inconsciente, murió una hora más tarde. El asesino, Michele Angiolillo, declaró solamente: «He vengado a mis hermanos de Montjuich», refiriéndose al escandaloso proceso militar sufrido por los terroristas ácratas implicados en el atentado del Corpus en Barcelona, y torturados en la cárcel. El juicio por el crimen fue casi inmediato; no se encontraron cómplices, aunque recibió dinero de separatistas cubanos y del periodista republicano español José Nakens, y fue ejecutado por medio de garrote vil el 19 de agosto.
Práxedes Mateo Sagasta, al glosar la figura de su rival político y amigo, pronunció la siguiente frase: «Después de la muerte de Don Antonio, todos los políticos podemos llamarnos de tú». En 1901, Alfonso XIII concedió a su viuda Joaquina de Osma y Zavala el título de duquesa de Cánovas del Castillo. Hijos de su hermano Emilio, destacaron el fotógrafo Antonio (conocido como Kaulak) y el político y abogado Jesús Cánovas del Castillo y Vallejo (1879-1936), asesinado en las matanzas de Paracuellos. En 1975 el Ayuntamiento de Málaga erigió un monumento en homenaje a este político malagueño y en 2009 se instaló una placa en su honor en el salón de plenos de la casa consistorial de Málaga.

## Pensamiento
Se ha destacado que las dos figuras que más influyeron en sus ideas políticas habrían sido Edmund Burke (del que bebió un tradicionalismo de matriz más historicista que religiosa) y Joaquín Francisco Pacheco. Defendió una concepción esencialista, metafísica y providencialista de la nación. Contrario al sufragio universal, llegó a manifestar que «ese sufragio universal engendra de una manera natural, necesaria e inevitable el socialismo».
En cuanto a su idea de nación, para él «era cosa de Dios o de la naturaleza, no de invención humana», y en 1882 sostuvo en un discurso para el Ateneo de Madrid, divergiendo así en este punto de las ideas de nación de Renán: «La nación no es ni será nunca... el producto de un plebiscito diario, ni obra del asentimiento, constantemente ratificado por todos sus miembros, a que continúe la vida en común. No; el vínculo de nacionalidad que sujeta y conserva las naciones es, por su naturaleza, indisoluble».
Partidario de la esclavitud, declaró en noviembre de 1896 en una entrevista a la prensa:  "Los negros en Cuba son libres; pueden celebrar contratos, trabajar o no trabajar, y creo que la esclavitud era mucho mejor que esta libertad que sólo aprovechan para no hacer nada y crear masas de parados. Cualquiera que conozca a los negros te dirá que en Madagascar, en el Congo, como en Cuba, son vagos, salvajes, propensos a portarse mal, y que hay que dirigirlos con autoridad y firmeza para conseguir algo de ellos. Estos salvajes no tienen más dueño que sus propios instintos, sus apetitos primitivos".

## Obras
- Obras completas, Fundación Cánovas del Castillo, 1997, 13 vols. Obra completa: ISBN 978-84-88306-33-3. ISBN 84-88306-33-4. Edición en CD-Rom: Fundación Cánovas del Castillo y Boletín Oficial del Estado. NIPO: 007-00-048-2 ISBN 84-340-1205-7

### Narrativa
- La campana de Huesca. Crónica del siglo XII, 1852.

### Ensayos y conferencias
- Problemas contemporáneos, 1884-1890, 3 vols.
- Artes y letras, 1887.
- Estudios del reinado de Felipe IV, 1888, 2 vols.
- Criterio histórico con que las distintas personas que en el descubrimiento de América intervinieron han sido después juzgadas: Conferencia inaugural de D. Antonio Cánovas del Castillo, pronunciada el día II de febrero de 1891. Madrid, Establecimiento tip. "Sucesores de Rivadeneyra", 1892.

### Discursos
- De cómo he venido yo á ser doctrinalmente proteccionista, Imprenta de Fortanet, 1891.
- Discursos pronunciados en el Congreso de los Diputados por el Excmo. Sr. Don Antonio Cánovas del Castillo, Imprenta de la librería de Miguel Guijarro, 1886.

### Historia
- Apuntes para la historia de Marruecos, Madrid: Impr. de La América, 1860.
- Dirección de la Historia general de España escrita por individuos de número de la Real Academia de la Historia; bajo la dirección del Sr. Antonio Cánovas del Castillo, Madrid: El Progreso Editorial, 1890-1894, 18 vols.
  - [I]. Geología y protohistoria ibéricas / por Juan Vilanova y Piera y Juan de Dios de la Rada y Delgado.
  - [II-III]. Historia de España desde la invasión de los pueblos germánicos hasta la ruina de la monarquía visigoda / por Aureliano Fernández Guerra, Eduardo de Hinojosa y Juan de Dios de la Rada y Delgado.
  - [IV]. Reyes cristianos desde Alonso VI hasta Alfonso XI en Castilla, Aragón, Navarra y Portugal / por Manuel Colmeiro.
  - [V-VI]. Castilla y León durante los reinados de Pedro I, Enrique II, Juan I y Enrique III / por Juan Catalina García.
  - [VII]-[VIII]. Los Reyes Católicos / por Víctor Balaguer.
  - [IX-XIV]. Reinado de Carlos III / por Manuel Danvila y Collado.
  - [XV-XVII]. Reinado de Carlos IV / por José Gómez de Arteche.
  - [XVIII]. La marina de Castilla desde su origen y pugna con la de Inglaterra hasta la refundición en la armada española / por Cesáreo Fernández Duro.
- Historia de la decadencia de España desde Felipe III hasta Carlos II. 1854. Segunda edición, con prólogo de J. Pérez de Guzmán. Madrid, 1910.
- "Del principio y fin que tuvo la supremacía militar de los españoles en Europa con algunas particularidades de la batalla de Rocroy", en Revista de España, 1868.
- "De las ideas políticas de los españoles durante la Casa de Austria", en Revista de España, 1869.
- "Roma y España a mediados del siglo XVI", Revista de España, 1868.
- La Casa de Austria en España: Bosquejo histórico, 1869.
- De la escarapela roja y las banderas y divisas usadas en España. Madrid: T. Fortanet, 1871.

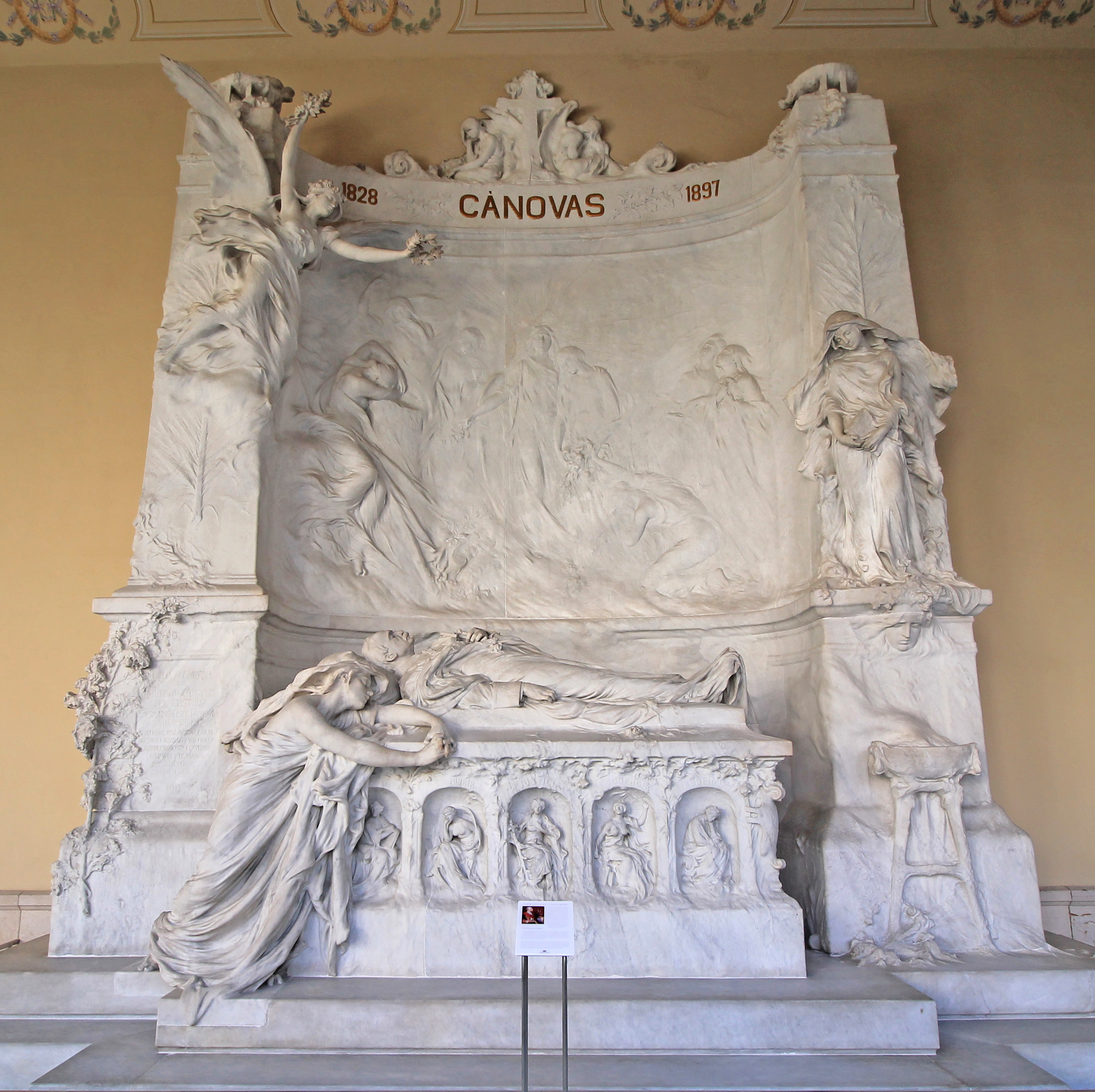
Mausoleo de Cánovas, por Agustín Querol (1906-1908), en el Panteón de Hombres Ilustres de Madrid

### Crítica literaria
- Estudios literarios de D. Antonio Cánovas del Castillo, individuo de número de las Reales Academias Española y de la Historia. Madrid, Imprenta de la Biblioteca universal económica, 1868, 2 vols.
- «El Solitario» y su tiempo: biografía de Serafín Estébanez Calderón y crítica de sus obras. A. Pérez Dubrull, 1883, 2 vols.
- Noticias y documentos inéditos acerca del proceso inquisitorial formado a D. Esteban Manuel de Villegas, M. G. Hernández, 1882.

### Lírica
- Obras poéticas, 1887.